# Kanton Soultz-Haut-Rhin
Soultz-Haut-Rhin is een voormalig kanton van het Franse departement Haut-Rhin. Het kanton maakte deel uit van het arrondissement Guebwiller tot het op 22 maart 2015 werd opgeheven. Hierop werden Berrwiller, Bollwiller, Feldkirch en Ungersheim naar het kanton Wittenheim overgeheveld en de overige gemeenten naar het kanton Guebwiller.

## Gemeenten
Het kanton Soultz-Haut-Rhin omvatte de volgende gemeenten:
- Berrwiller
- Bollwiller
- Feldkirch
- Hartmannswiller
- Issenheim
- Jungholtz
- Merxheim
- Raedersheim
- Soultz-Haut-Rhin (hoofdplaats)
- Ungersheim
- Wuenheim